# Schloss Gampelen

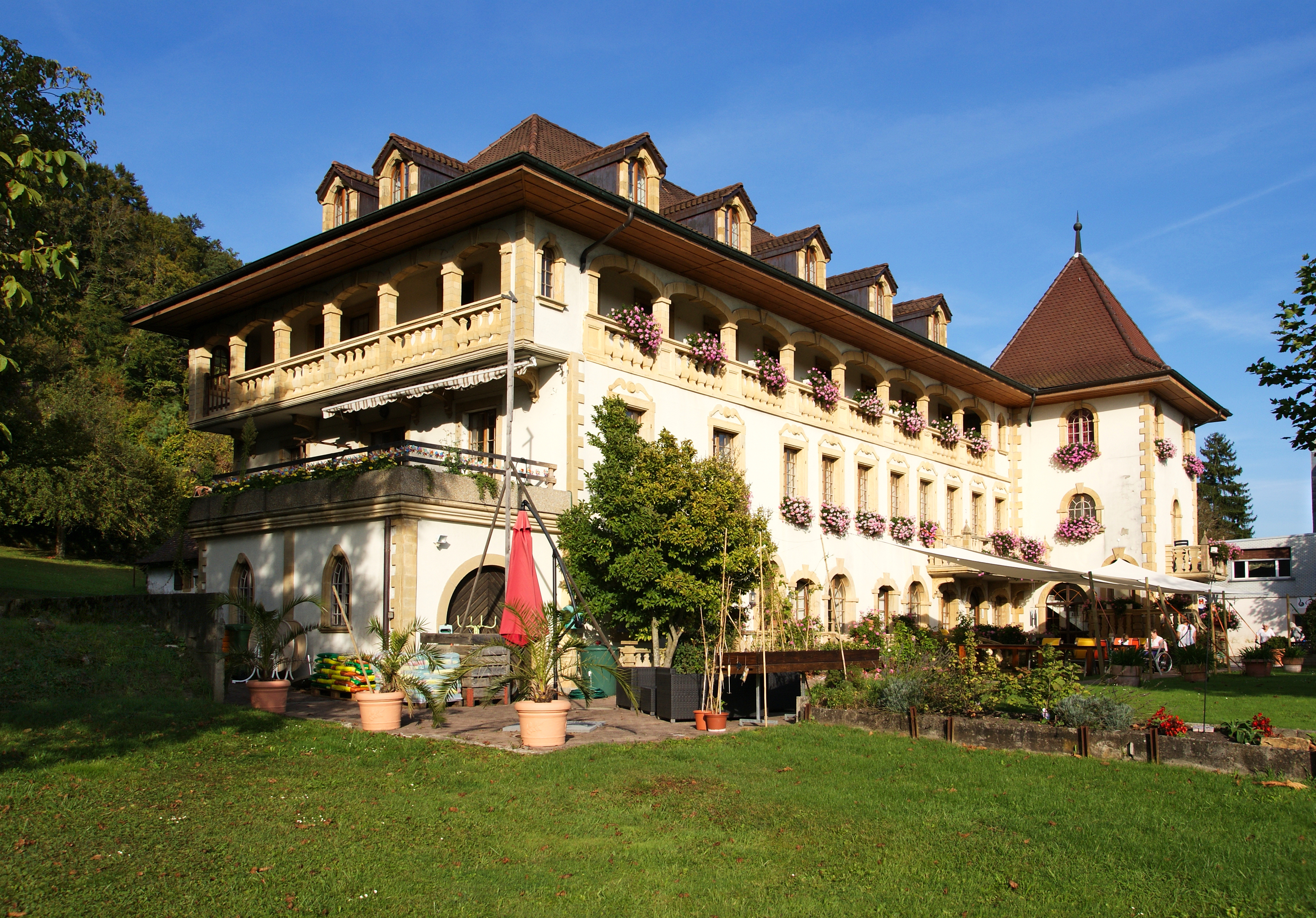
Schloss Gampelen von Südwesten

Das Schloss Gampelen ist ein Schloss  in der Gemeinde Gampelen im Kanton Bern.

## Geschichte
1653 wurde das Schloss von Franz Ludwig Steiger erbaut.
1969 brannte das Schloss ab und wurde nicht mehr originalgetreu neu aufgebaut.